# Korotycze
Korotycze (biał. Кароцічы; ros. Коротичи) – agromiasteczko na Białorusi, w obwodzie brzeskim, w rejonie stolińskim, w sielsowiecie Maleszewo Wielkie.
Znajduje się tu parafialna cerkiew prawosławna pw. św. Mikołaja Cudotwórcy.

## Warunki naturalne
Korotycze są położone w pobliżu Prypeckiego Parku Narodowego i na skraju dużego kompleksu leśno-bagiennego Błota Olmańskie rozciągającego się na południe aż za granicę białorusko-ukraińską. W tej miejscowości Mostwa uchodzi do Stwihy.

## Historia
W dwudziestoleciu międzywojennym leżały w Polsce, w województwie poleskim, w powiecie stolińskim, w gminie Chorsk, w pobliżu granicy ze Związkiem Sowieckim.
Na przełomie 1921 i 1922 stacjonował tu 33 Batalion Celny, a od stycznia do jesieni 1922 1 Batalion Celny.
Po II wojnie światowej w granicach Związku Sowieckiego. Od 1991 w niepodległej Białorusi.